# Giuseppe Bartoli
Pour les articles homonymes, voir Bartoli.
Giuseppe Bartoli est un antiquaire italien du XVIIIe siècle, professeur de belles-lettres dans l’université de Turin, et antiquaire en titre du roi de Sardaigne.

## Biogrtaphie
Giuseppe Bartoli naquit à Padoue, en février 1717. Il fit ses études dans sa patrie, et eut le bonheur particulier d’intéresser, par ses dispositions, le savant abbé Lazzarini, qui lui donna gratuitement des conseils et des leçons, et prit même la peine de rédiger pour lui et d’écrire de sa main une grammaire grecque, que Bartoli a conservée précieusement toute sa vie. Il s’adonna d’abord à la poésie, et y fut encouragé par Apostolo Zeno ; ensuite à la philosophie, où il eut pour guide le savant abbé Conti ; enfin, pour complaire à son père qui l’en pressait depuis longtemps, il étudia aussi les lois et fut reçu docteur en 1736. Il voulut alors exercer la profession d’avocat ; mais les détours de la chicane et les clameurs du barreau le dégoûtèrent bientôt, et il obtint de son père la permission de retourner à de plus douces études. Il ouvrit une espèce d’école de philosophie, de belles-lettres et de langue grecque, ce qui donna lieu à des réunions littéraires qui se tinrent souvent chez lui. Elles furent interrompues par le choix que fit de lui le sénat de Padoue pour remplir dans cette université la chaire de physique expérimentale. Il exerça, pendant trois ans, avec distinction cet emploi ; mais, ayant sans doute déjà des vues sur l’Université de Turin, il donna d’avance sa démission. Il fit un voyage à Bologne, pour lier connaissance avec les savants de ce célèbre institut, et de là, en 1742, à Udine, où il fut, pendant deux ans, instituteur des enfants de Marco Contarini, qui y était lieutenant pour la république de Venise. Il était de retour dans sa patrie en 1745, lorsqu’il fut, selon son désir, nommé professeur de belles-lettres dans l’université de Turin. Le succès de ses leçons attira l’attention du roi, qui, voulant se l’attacher de plus près, lui donna le titre d’antiquaire royal. Il obtint ensuite la permission de voyager en Italie et depuis en France. Nous l’avons vu à Paris pendant plusieurs années, lié avec les gens de lettres et les savants les plus distingués, et, malgré quelques singularités dans l’humeur et dans les manières, généralement estimé. II est mort à Turin, quelque temps après son retour, vers le commencement de la Révolution française.

## Œuvres

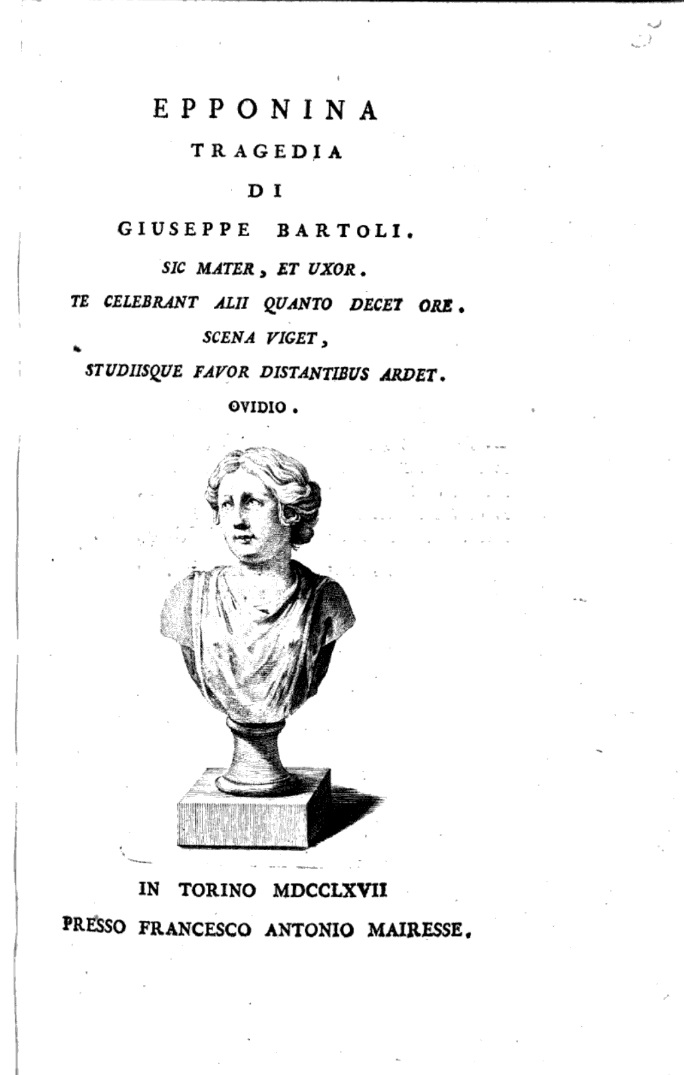
Giuseppe Bartoli, Epponina Tragedia, Turin, 1767

On a de lui, outre quelques poésies, des dissertations, des lettres, et d’autres opuscules sur différents sujets d’érudition et d’antiquité, tels que les suivants :
- Due Dissertazioni, etc., Vérone, 1745, in-4°. La première contient une notice du musée public d’inscriptions, qui venait d’être ouvert à Vérone, et l’on y compare l’usage de l’antiquité figurée et écrite, avec celui des observations et des expériences physiques, relativement à l’histoire. La seconde n’a pour but que de démontrer la beauté d’une inscription grecque inédite, placée dans ce même musée. Toutes deux sont remplies d’une érudition aussi étendue que variée.
- Lettere apologetiche sopra alcuni novellieri e giornalisti, etc., Turin, sans date, in-4°. La date qui manque à ce recueil est sûrement postérieure à 1753, car la douzième et dernière lettre qu’il contient est de cette même année. Il les publia toutes séparément depuis la fin de 1747 ; elles avaient pour objet de justifier un programme qu’il avait fait imprimer à Turin, en 1746, et dans lequel il promettait la véritable explication d’un ancien diptyque, publié par le cardinal Querini. Plusieurs savants, ennuyés de si longs préliminaires, écrivirent contre ces lettres, demandant toujours l’explication promise, les uns du ton de l’impatience, les autres en y mêlant le sarcasme et la dérision. Bartoli, qui écrivait depuis si longtemps sur ce diptyque, ne l’avait point vu, ni ses adversaires non plus. Il fit enfin un voyage à Brescia, où l’on en conservait l’original : il le trouva si différent de la description que le cardinal Querini en avait donnée, que Bartoli se déclara délié de l’engagement qu’il avait pris de l’expliquer. Il le remplit cependant quelques années après, et, se trouvant à Parme en 1757, il y publia : II vero disegno delle due Tavolette d’avorio chiamale dittico Quiriniano, ora la prima volta dato in luce da Giuseppe Bartoli, etc., in-4°. Ce volume contient trois dissertations, dont l’une défend l’antiquité du diptyque, contre le marquis Maffei qui l’avait attaquée ; l’autre réfute la fausse explication qu’on en avait donnée, et la troisième en offre une explication plus naturelle et plus vraisemblable.
- La quarta Egloga di Virgilio spiegata, Rome, 1758, in-4°. Ses poésies sont éparses dans différents recueils. Il était correspondant de l’Académie des inscriptions et belles-lettres, et a publié en français quelques opuscules.
- Epponina Tragedia, Turin, Mairesse, 1767 (lire en ligne).